# Insats (förening)
Insats kallas det grundläggande tillskott av kapital som medlemmarna i en ekonomisk förening eller bostadsrättsförening gör när föreningen grundas. Insatsen kan sägas motsvara aktiekapitalet i ett aktiebolag och bokförs på ett liknande sätt.